# Hyllisia chinensis
Hyllisia chinensis là một loài bọ cánh cứng trong họ Cerambycidae.